# Коли, Рахул
Раху́л Ко́ли (англ. Rahul Kohli; род. 13 ноября 1985 года, Лондон, Англия, Великобритания) — английский актёр.
Сыграл доктора Рави Чакрабарти в телесериале «Я — зомби», Оуэна Шарму в «Призраки усадьбы Блай». Также был гостем на канале Funhaus. В 2020 году он сыграл одну из главных ролей во 2 сезоне сериала «Призрак» от Netflix. В 2021 он играл второстепенного персонажа в сериале «Полуночная месса». 

## Биография

### Детство
Родился в Лондоне 13 ноября 1985 года.

### Карьера
Коли сыграл одного из главных персонажей в телесериале «Я — зомби» (2015-2019) — доктора Рави Чакрабарти. Также появлялся в фильмах «С днём рождения», «Супергёрл» (2017-2019), а также в мультсериале «Харли Квинн». Он также играл Оуэна Шарму в хоррор-драме «Призраки усадьбы Блай».
Сыграл одну из главных ролей в сериале Майка Флэнагана «Падение дома Ашеров».
Во время забастовки Гильдии киноактёров США поблагодарил съёмочную группу сериала «Падение дома Ашеров», не назвав сам сериал. Коли подчеркнул, что не занимается промоушеном сериала, что было запрещено по условиям забастовки профсоюза.
Отказался от роли в проекте во вселенной «Звездных войн» из-за участия в сериале Флэнагана «Полуночная месса», где сыграл шерифа Хассана.
Один из создателей видеоигры Warhammer 40,000: Boltgun отметил, что после твита Коули об анонсе игры все согласились, что он идеален для роли сыграл главного персонажа и что он отлично озвучил каждую реплику.

## Фильмография

### Фильмы
| Год  | Название                   | Роль  | Примечания     |
| ---- | -------------------------- | ----- | -------------- |
| 2007 | The Vacancy                | Том   | Короткий фильм |
| 2011 | Alone Together             | Ахмед | Короткий фильм |
| 2014 | I'll Be Home Soon          | Вазим | Короткий фильм |
| 2016 | Gangsters Gamblers Geezers | Дэв   |                |
| 2018 | С днём рождения            | Эд    |                |
| 2024 | Жизнь Чака                 | Бри   |                |

### Телевидение
| Год       | Название                | Роль                           | Примечания            |
| --------- | ----------------------- | ------------------------------ | --------------------- |
| 2008      | My Holiday Hostage Hell | Нави                           | Эпизод "West Papau"   |
| 2012      | Холби Сити              | Каль Нельсон                   | Эпизод "Blood Money"  |
| 2013      | Жители Ист-Энда         | Менеджер                       | 1 эпизод              |
| 2015–2019 | Я — зомби               | Доктор Рави Чакрабарти         | Все эпизоды           |
| 2017–2019 | Супергёрл               | Джек Сфир                      | 2 эпизода             |
| 2019–2020 | Харли Квинн             | Доктор Джонатан Крэйн / Пугало | Озвучивание           |
| 2020      | Ракетчик                | Ааруш Чина                     | Озвучивание 3 эпизода |
| 2020      | Призраки усадьбы Блай   | Овен Шарма                     |                       |
| 2021      | Полуночная месса        | Шериф Хассан                   |                       |
| 2023      | Падение дома Ашеров     | Наполеон «Лео» Ашер            |                       |

### Видеоигры
| Год  | Название                  | Роль        | Заметки     |
| ---- | ------------------------- | ----------- | ----------- |
| 2019 | Rage 2                    | Гарция      | Озвучивание |
| 2019 | Gears 5                   | Фанз Чутани | Озвучивание |
| 2023 | Warhammer 40,000: Boltgun | Малум Каэдо | Озвучивание |

## Внешние ссылки
- Коли, Рахул (англ.) на сайте Internet Movie Database
- Коли, Рахул в X